# Persone di cognome Forbes
| Questa pagina contiene informazioni ricavate automaticamente dalle voci biografiche con l'ausilio del template Bio e di un bot. L'aggiornamento è periodico e automatico e ricostruisce completamente la pagina. Se manca una persona in questa lista, sei pregato di non aggiungerla, ma accertati piuttosto che la sua voce biografica contenga il template Bio e che i dati anagrafici siano correttamente compilati. Se il template Bio manca, inseriscilo tu stesso o, in alternativa, metti l'avviso {{tmp\|Bio}} che ne segnala la mancanza. Se i dati riportati sono sbagliati, correggi direttamente la voce biografica; le modifiche saranno visibili in questa lista entro pochi giorni. Per chiarimenti vedi il progetto biografie. La lista contiene solo le 44 persone che sono citate nell'enciclopedia e per le quali è stato implementato correttamente il template Bio. Pagina aggiornata al 3 nov 2022. |

Questa è una lista di persone presenti nell'enciclopedia che hanno il cognome Forbes, suddivise per attività principale.

## Ammiragli(1)
- Charles Forbes, ammiraglio inglese (Colombo, n.1880 - † 1960)

## Astronomi(1)
- Alexander Forbes Irvine Forbes, astronomo sudafricano (Kinellar, n.1871 - Città del Capo, † 1959)

## Attori(3)
- Bryan Forbes, attore, sceneggiatore e regista britannico (Stratford, n.1926 - Virginia Water, † 2013)
- Mary Forbes, attrice britannica (Hornsey, n.1883 - Beaumont, † 1974)
- Peter Forbes, attore scozzese (Glasgow, n.1952)

## Banchieri(1)
- William Cameron Forbes, banchiere e diplomatico statunitense (Milton, n.1870 - Boston, † 1959)

## Botanici(1)
- James Forbes, botanico britannico (Bridgend, n.1773 - Woburn Abbey, † 1861)

## Calciatori(5)
- Alex Forbes, calciatore scozzese (Dundee, n.1925 - Dundee, † 2014)
- Billy Forbes, calciatore britannico (Providenciales, n.1990)
- Jerol Forbes, calciatore trinidadiano (n.1984)
- Kenardo Forbes, calciatore giamaicano (n.1988)
- Marshall Forbes, calciatore britannico (George Town, n.1980)

## Cantanti(1)
- China Forbes, cantante statunitense (Cambridge, n.1970)

## Cestisti(4)
- Adrian Forbes, cestista giamaicano (Spanish Town, n.1988)
- Bryn Forbes, cestista statunitense (Lansing, n.1993)
- Jim Forbes, cestista e allenatore di pallacanestro statunitense (Fort Rucker, n.1952 - El Paso, † 2022)
- Scott Forbes, ex cestista bahamense (Freeport, n.1975)

## Danzatori(1)
- Hazel Forbes, ballerina e attrice statunitense (Gettysburg, n.1910 - Los Angeles, † 1980)

## Editori(3)
- Christopher Forbes, editore e collezionista d'arte statunitense (n.1951)
- Steve Forbes, editore statunitense (Morristown, n.1947)
- Malcolm Forbes, editore statunitense (New York, n.1919 - Far Hills, † 1990)

## Geologi(1)
- James David Forbes, geologo scozzese (Edimburgo, n.1809 - Clifton, † 1868)

## Giocatori di football americano(1)
- Drew Forbes, giocatore di football americano statunitense (Bonne Terre, n.1997)

## Giocatori di poker(1)
- Blondie Forbes, giocatore di poker statunitense (Monroe)

## Giornalisti(2)
- Archibald Forbes, giornalista e patriota inglese (Cambridge, n.1838 - † 1900)
- B. C. Forbes, giornalista e scrittore scozzese (New Deer, n.1880 - New York, † 1954)

## Ingegneri(1)
- George Forbes, ingegnere scozzese (Edimburgo, n.1849 - Londra, † 1936)

## Lunghisti(1)
- Damar Forbes, lunghista giamaicano (Saint Ann, n.1990)

## Musicologi(1)
- Elliot Forbes, musicologo e direttore d'orchestra statunitense (Cambridge, n.1917 - Cambridge, † 2006)

## Naturalisti(1)
- Edward Forbes, naturalista mannese (Douglas, n.1815 - Wardie, † 1854)

## Pittori(3)
- Elizabeth Forbes, pittrice canadese (Kingston, n.1859 - Penzance, † 1912)
- Stanhope Forbes, pittore irlandese (Dublino, n.1857 - Newlyn, † 1947)
- Vivian Forbes, pittore inglese (Londra, n.1891 - † 1937)

## Politici(5)
- Bernard Forbes, VIII conte di Granard, politico e ufficiale irlandese (n.1874 - † 1948)
- Duncan Forbes, politico scozzese (Culloden, n.1685 - Inverness, † 1747)
- George Forbes, politico neozelandese (Lyttelton, n.1869 - Wellington, † 1947)
- Randy Forbes, politico e avvocato statunitense (Chesapeake, n.1952)
- Michael Forbes, politico statunitense (Riverhead, n.1952)

## Rapper(1)
- Sean Forbes, rapper statunitense (Detroit, n.1982)

## Scrittori(1)
- Kathryn Forbes, scrittrice statunitense (San Francisco, n.1908 - San Francisco, † 1966)

## Storici(1)
- Esther Forbes, storica e scrittrice statunitense (Westborough, n.1891 - Worcester, † 1967)

## Velocisti(1)
- Sashalee Forbes, velocista giamaicana (n.1996)

## Wrestler(1)
- Katie Forbes, wrestler statunitense (Tampa, n.1990)

## Zoologi(1)
- William Alexander Forbes, zoologo britannico (n.1855 - † 1883)